# Sannakji
Il sannakji (산낙지?, sannakchiMR) o sannakji hoe (산낙지 회?, sannakchi hoeMR) è un tipico piatto coreano, facente parte della categoria degli hoe, piatti di pesce crudo. Nello specifico, il piatto è costituito da nakji (낙지?, nakjiLR, nakchiMR; un tipo di piccolo polpo) ancora vivi, tagliati in piccoli pezzi e serviti immediatamente, di solito conditi con sesamo e olio di sesamo. All'arrivo in tavola, i nakji sono in genere ancora in grado di dimenarsi. Possono anche essere serviti ancora interi.
Poiché le ventose presenti sui tentacoli sono ancora attive al momento del servizio, occorre fare particolare attenzione al momento del pasto: è possibile infatti che tali ventose, al momento dell'ingestione di un tentacolo, si attacchino alle mucose della gola o della bocca con un serio rischio di soffocamento. Si deve quindi masticare bene, cosicché nessun pezzo sia grande al punto da poter ancora attaccarsi. Taluni ritengono piacevole la sensazione provocata dalle ventose e preferiscono quindi non masticare a fondo i nakji, pratica fortemente sconsigliata a chi assaggia per la prima volta questo piatto.
A seconda della zona, il piatto sarà preparato in modo diverso: in Corea del Sud, con la parola nakji si intende infatti un tipo di polpo, mentre in Corea del Nord il termine indica un tipo di calamaro.

## Nella cultura di massa
- Il sannakji appare in una scena del film Old Boy.[6]
- Nella quarta stagione del reality show statunitense The Amazing Race, una delle prove del Detour ambientato a Seul era proprio mangiare un piatto di sannakji, presentato solo come una "prelibatezza coreana". Solo una squadra, delle due che avevano scelto la prova, è riuscita a completarla.[7]
- Il sannakji è una delle ricette presentate nella serie di documentari Orrori da gustare.
- Un incidente mortale realmente verificatosi negli Stati Uniti d'America mangiando sannakji è stato descritto in un episodio della trasmissione 1000 modi per morire.
- Nella serie televisiva statunitense The Boys il personaggio di Abisso è costretto da Patriota a mangiare un piatto di sannakji. La scena è resa particolarmente cruenta dal fatto che Abisso è in grado di comunicare con il polpo e ascoltarne le sofferenze.